# Lechkanal
Der Lechkanal ist ein nicht schiffbarer, linker Seitenkanal des Lechs. Er zweigt bei Gersthofen von diesem ab und mündet nach den Wasserkraftwerken Gersthofen, Langweid und Meitingen wieder in den Fluss. Der auch LEW-Werkkanal genannte Kanal wurde abschnittsweise zwischen 1898 und 1922 zur Stromerzeugung sowie zum Hochwasserschutz gebaut. Er hat eine Länge von etwa 18 km bei einer Breite von 28 m und wird in seinem Verlauf von sieben Verkehrsbrücken überspannt.

## Geschichte
Bereits in der Mitte des 19. Jahrhunderts hatte man den Lech in diesem Abschnitt zum Hochwasserschutz eingedeicht, wodurch das Flussbett von einer Überflutungsbreite von zwei Kilometern auf etwa 80 Meter eingeschränkt wurde.
Im Jahr 1898 begann bei Gersthofen ein weiterer Umbau des Flussbetts mit dem zunächst drei Kilometer langen Lechkanal für den Bau eines Kraftwerks. Die heute übliche Kombination von Stauwehr und Laufwasserkraftwerk im Flusslauf war damals technisch noch nicht beherrschbar. Es wurde am Gersthofer Wehr auf Höhe des heutigen Augsburger Müllbergs ein Großteil des Flusswassers in den ersten Kanalabschnitt geleitet, an dessen Ende 1901 mit dem Kraftwerk Gersthofen das erste große Wasserkraftwerk am Lech in Betrieb ging. Es wurde als langgestreckter Blankziegelbau mit Pilastern, Rundbogenfenstern und hell abgesetzten Gliederungselementen quer über dem Kanal errichtet, in den Ostabschnitt wurde ein zweigeschossiger Bau mit geschwungenem Walmdach integriert. Erbaut wurde es durch die Frankfurter Elektrizitäts-AG vormals W. Lahmeyer & Co. auf Anregung der in der Nähe von Frankfurt am Main ansässigen Farbwerke Hoechst AG vorm. Meister, Lucius & Brüning, die 1900 mit dem Aufbau ihres neuen Werks Gersthofen begonnen hatten. Der Kanal hat nach der Ausleitung aus dem Lech einen Kiesfang, der regelmäßig ausgebaggert wird, um ein Zusetzten des Kanals zu verhindern. Oberhalb der Staustufe wurde ein später wieder zugeschütteter Speicherweiher gegraben, der eine Wasserpufferung gewährleisten sollte. Die Fläche wurde nach Verfüllung um 1960 zur flächenmäßigen Verdoppelung des Chemiewerks verwendet.
Nachdem erst 1891 zum ersten Mal bei der Drehstromübertragung Lauffen–Frankfurt eine dauerhafte Energieversorgung über eine lange Strecke gelungen war, begann mit dem Gersthofer Kraftwerk die Elektrifizierung der Region bis beispielsweise Lechhausen. Zwei Jahre später wurde die Lech-Elektrizitätswerke AG (LEW) gegründet. 1911 wurde beim Wasserkraftwerk auf der linken Kanalseite ein Dampfkraftwerk fertiggestellt, das erst mit Kohle, später mit Heizöl befeuert wurde, um auch bei geringem Wasserstand oder bei Eisgang eine sichere Stromproduktion gewährleisten zu können. Die zweischiffige Halle wurde passend gestaltet und 1941 erweitert.
Das Gersthofer Kraftwerk erhielt auf Weisung der bayerischen Regierung eine Floß-Passage, die für die damals überlegte Schiffbarmachung des Lechkanals zu einer zweistufigen Schleuse hätte ausgebaut werden können, die aber nie genutzt und bereits 1907 überbaut wurde.
Der Strombedarf der Region stieg in den folgenden Jahren rasch an. Deshalb nahmen die LEW bis 1907 bei Langweid mit der Verlängerung des Kanals als nächste Stufe das Kanalkraftwerk Langweid in Betrieb. Das Kraftwerk wurde als langgestreckter Bau quer über dem Kanal errichtet und durch Pilaster, Rundbogenfenster und hell abgesetzte Zierelemente gegliedert. An den Enden wurden zweigeschossige, pavillonartige Walmdachbauten errichtet. 1938 kam es zu einer Erweiterung auf der östlichen Seite. Auch dieses Stauwerk besaß eine Schleuse für die bis dahin noch existierende Flößerei auf dem Lech sowie eine mögliche spätere Schifffahrt.
1922 wurde bei Meitingen das dritte Wasserkraftwerk errichtet. Der Walmdachbau liegt ebenfalls quer über dem Kanal und ist mit Lisenengliederung und Mezzanin verziert. Der Lechkanal mit seinen direkt vor den Kraftwerken bis zu acht Meter hohen Deichen erhielt mit diesem Ausbau seine heutige Länge von etwa 18 Kilometern und umschloss zusammen mit dem Lech einen bis zum Kraftwerk Langweid weniger als 100 Meter, danach bis 500 Meter breiten Landstreifen. Zu einer 1940 geplanten Verlängerung des Kanals bis zur Donau kam es nicht, in diesem Abschnitt wurden in den 1950er Jahren vier Buchtenkraftwerke mit Wehren errichtet.
In den drei Kraftwerken am Lechkanal mit je 125 m³/s Wasser waren ursprünglich ausschließlich Francisturbinen installiert. Aufgrund der technischen Entwicklung wurden später bei Erweiterungen und Umbauten in Langweid und Gersthofen (1960) Kaplanturbinen mit besseren Wirkungsgraden eingebaut. Francisturbinen laufen nur noch in Meitingen.
Zwischen 1989 und 1993 erneuerten die LEW auch die Triebwasserentlastungen (Wehranlagen) der drei Kraftwerke. Durch eine neue Beschichtung des Lechkanalbetts wurden die Sickerungsverluste ins Grundwasser des teilweise über dem Umgebungsniveau liegenden Kanals verringert und die Strömungsverluste im Kanalbett reduziert. Zusammen mit der Maschinenerneuerung in Langweid konnte die Ausbauleistung aller drei Kraftwerke um über 1000 kW gesteigert werden. In Gersthofen werden aus 9,5 m Fallhöhe durchschnittlich 67,4 GWh/a erzeugt, in Langweid aus 7,2 m 48,9 GWh/a und in Meitingen aus 12,5 m 77,2 GWh/a.
Die Gebäude aller drei Kraftwerke wurden bis 2014 unter Denkmalschutz gestellt. 2019 wurden sie als Einzelobjekte Teil der Welterbestätte Augsburger Wassermanagement-System.

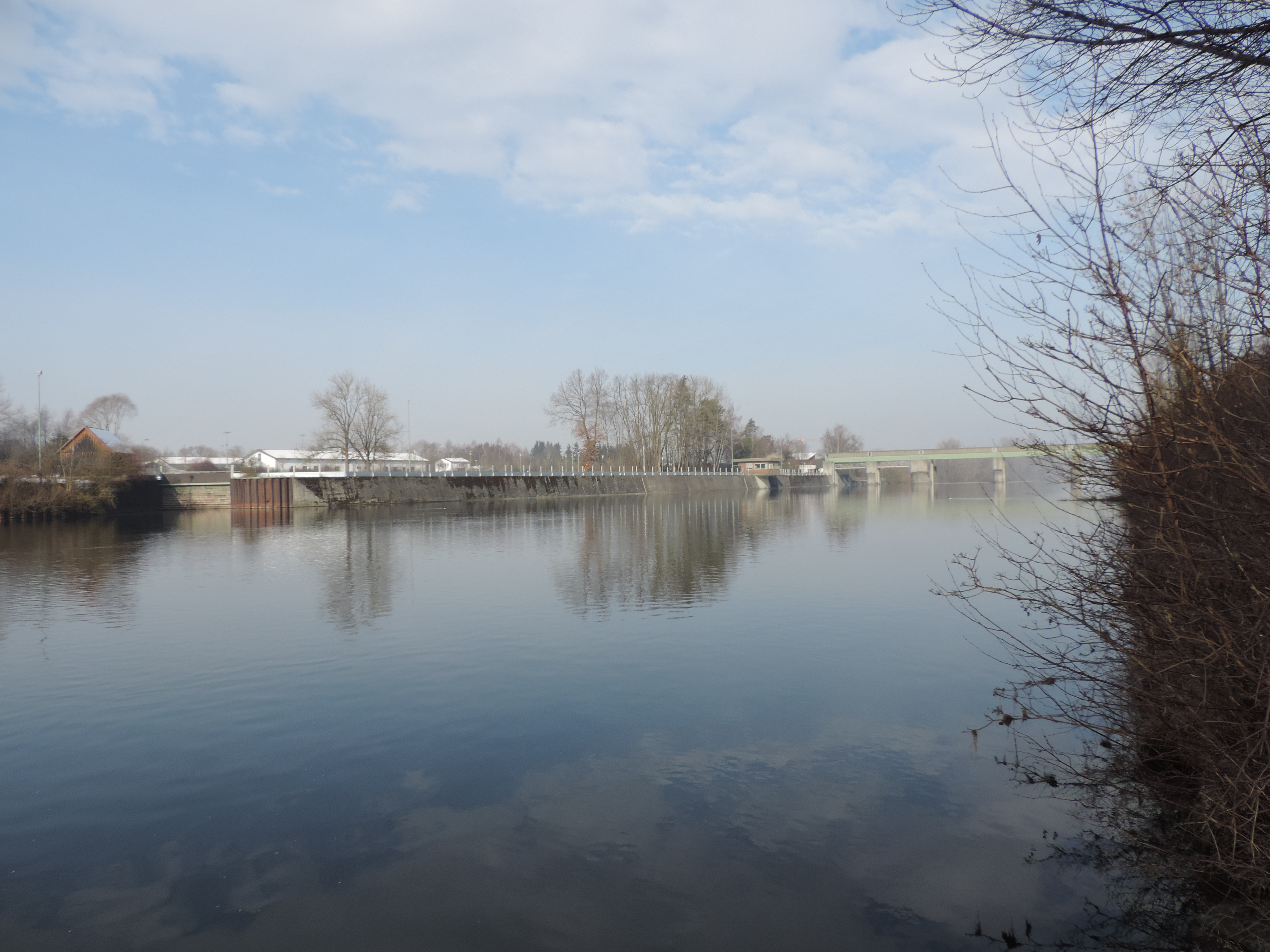
Gersthofer Wehr
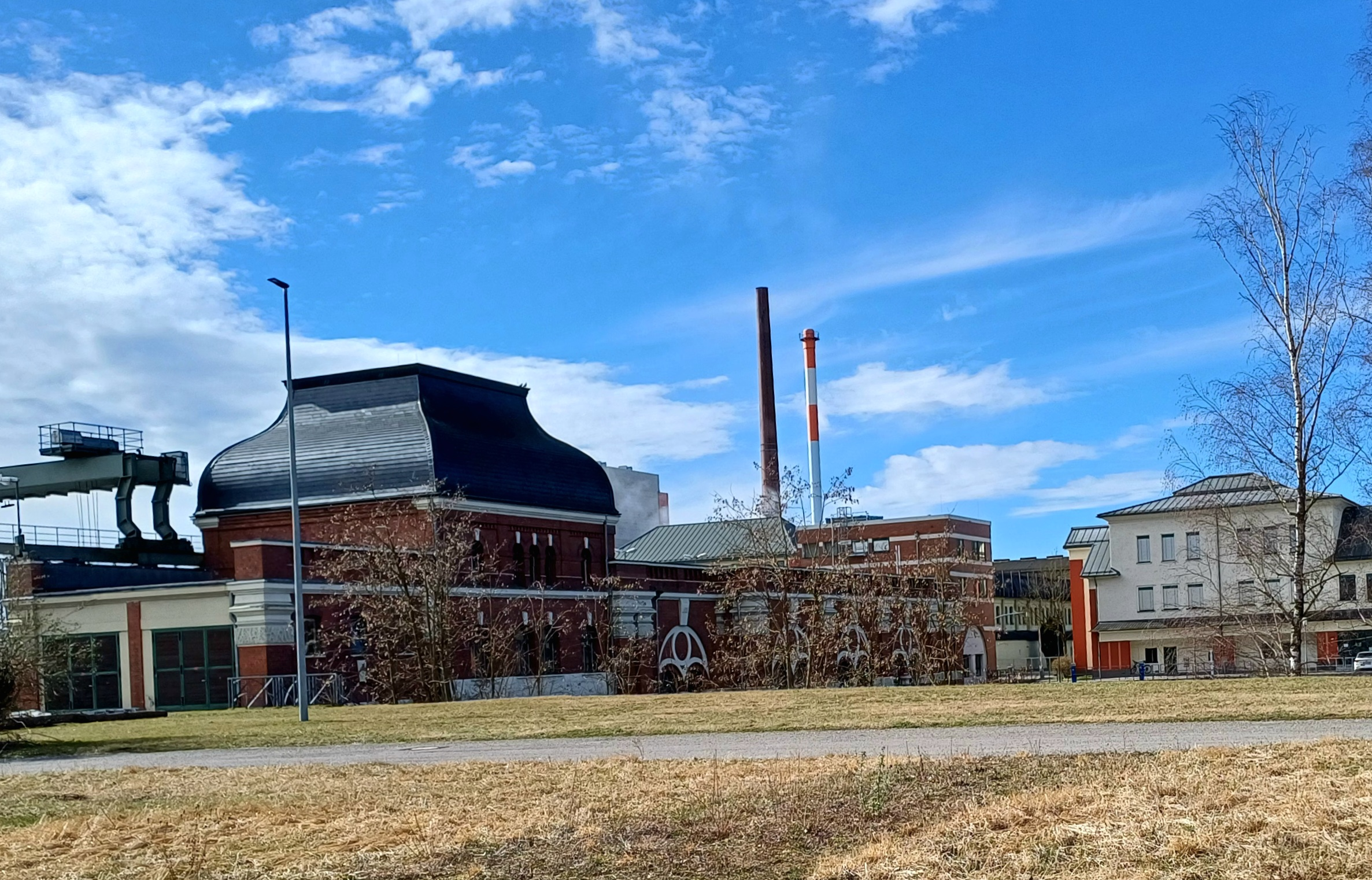
Kraftwerk Gersthofen
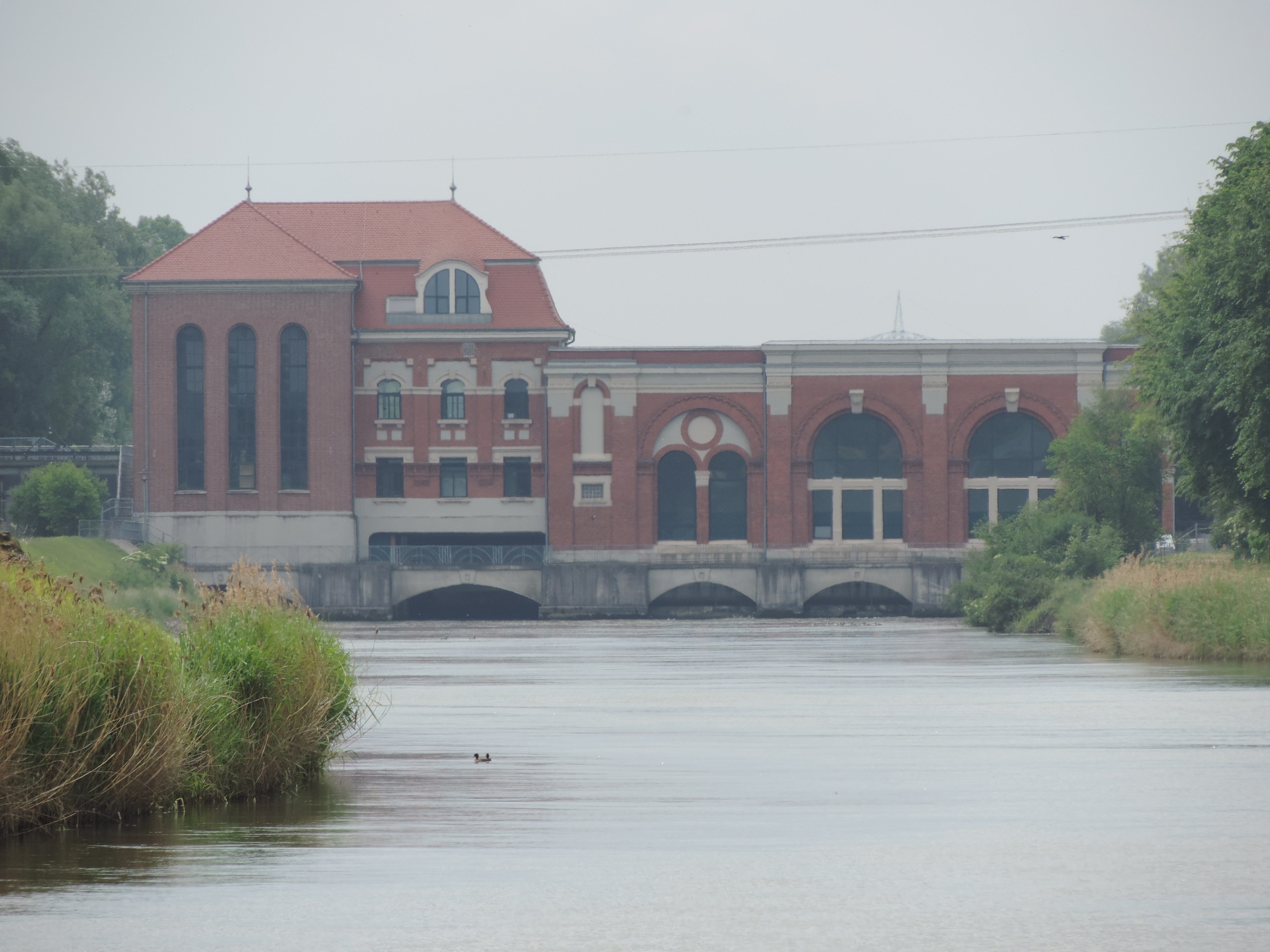
Kraftwerk Langweid
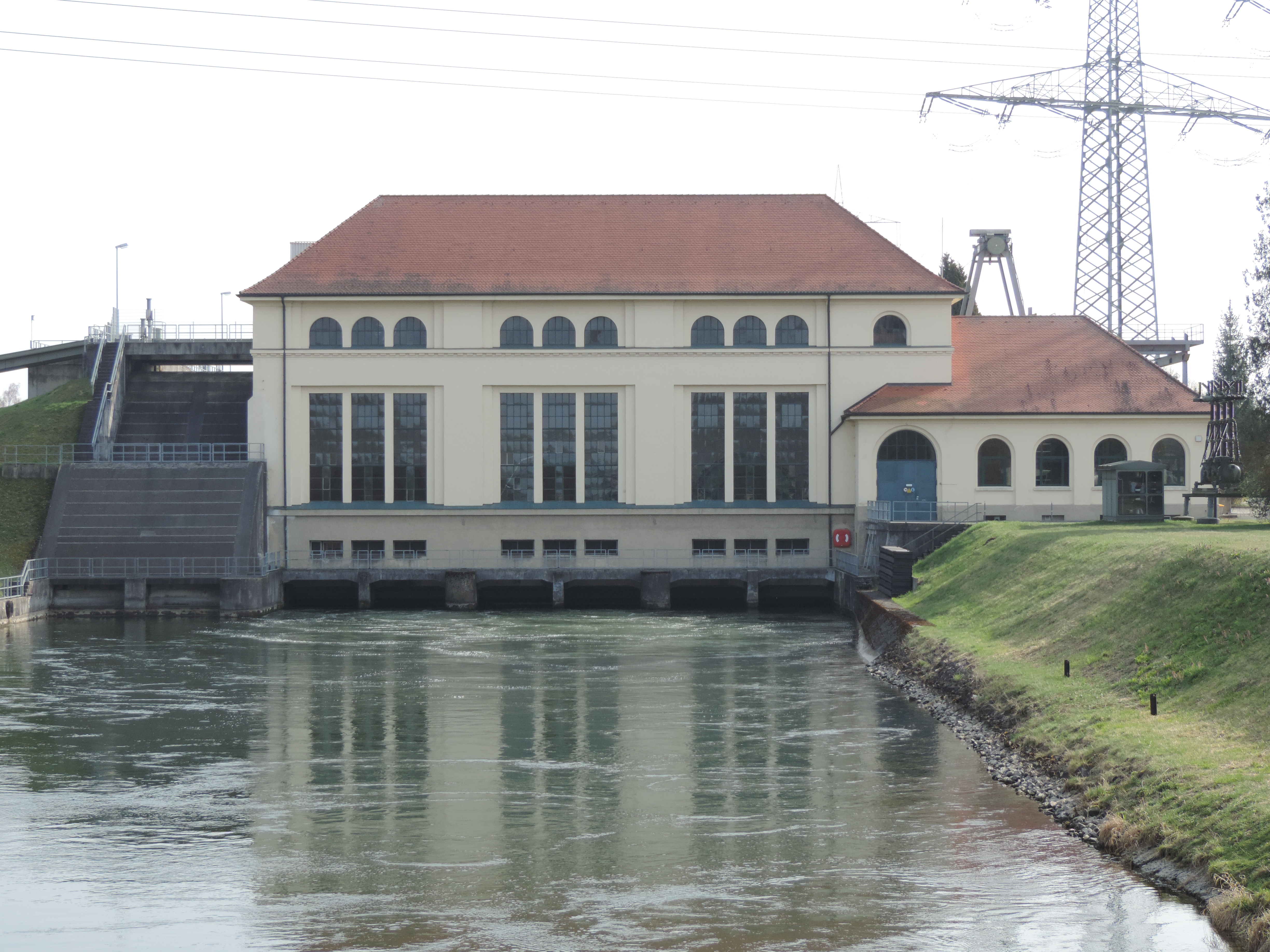
Kraftwerk Meitingen

## Umwelt
Durch den Bau des Lechkanals kam es zur Trockenlegung der Lechseitenarme und zur starken Verringerung des Wasserstandes im nunmehr nur noch 80 Meter breiten Lechbett auf dem Abschnitt zwischen Gersthofen und Meitingen, was eine Wildflusslandschaft hinsichtlich Fauna und Flora entstehen ließ.
Im Rahmen der Konzessionsverlängerung wurden ab Mitte der 1990er-Jahre verschiedene Auflagen umgesetzt. Bei einer Erhöhung der Restwassermenge auf 2 m³ pro Sekunde im Lech-Mutterbett direkt hinter dem Gersthofer Wehr, die nur an 90 Tagen pro Jahr überschritten wird, wurde am Wehr eine Fischtreppe als Beckenpass errichtet, um Fischwanderung zu ermöglichen. Weiter wird mit Hilfe eines Dükers 1,5 Kilometer unterhalb des Wehrs seit 1995 Wasser aus dem Lechkanal unter dem Lech hindurch geleitet, um die neuangelegten bzw. reaktivierten Auebäche östlich von Gersthofen, Chardonnay- und Branntweinbach, über einen Quelltopf mit ca. 1 m³ pro Sekunde zu versorgen.

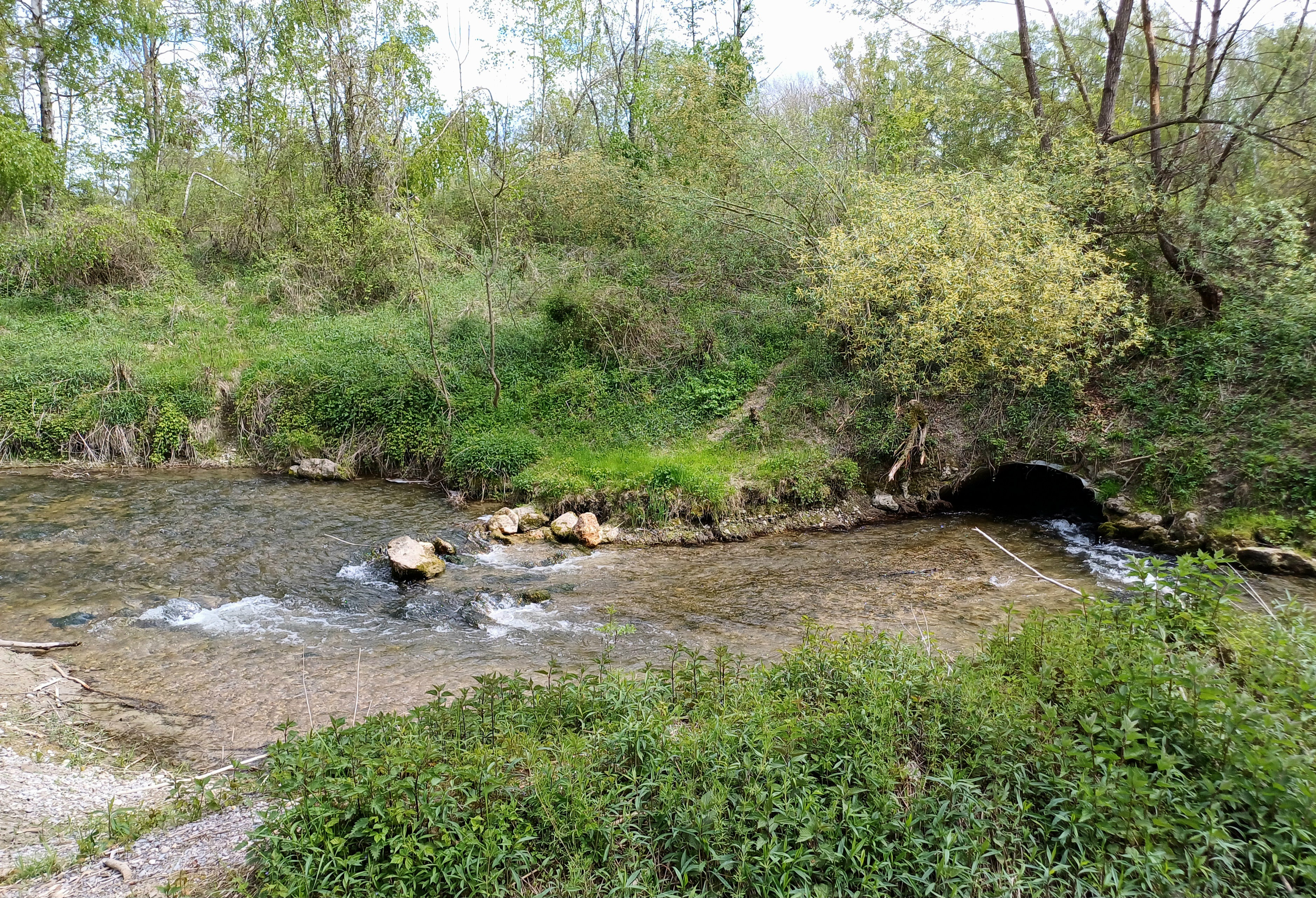
Mädelelech mit Durchfluss zum Lech

Bei Meitingen wurde eine alte Lech-Flutrinne vom Kanal zum Lech mit ebenfalls ca. 1 m³ pro Sekunde als Mädelelech umgestaltet, deren Mündung nach zwei Kilometern in den Lech 2009 fischgängig ausgebaut wurde.

## Tourismus
Im Kraftwerk Langweid befindet sich das Lechmuseum Bayern, in dem sowohl die Staustufe als auch der gesamte Lech mit seinem Naturraum und seiner Geschichte präsentiert werden.
Die Radwege der Tourismusrouten Via Claudia Augusta und Romantische Straße verlaufen von der Kanalmündung bzw. Langweid bis Gersthofen auf dem Landstreifen zwischen Fluss und Kanal.
Im Landschaftsschutzgebiet Lechauen Nord mit seinen künstlich bewässerten Auebächen und Lechheidestreifen wurde 2016 östlich von Gersthofen der Lehrweg Dschungelpfad erneuert.